# 앙고스투라 나무
앙고스투라 나무(학명: Angostura trifoliata)는 남아메리카가 원산지인 약용식물이다. 이 식물은 앙고스투라 비터스의 재료로 오해햐는 경우가 많다. 앙고스투라 나무의 껍질은 애보츠 비터스(영어: Abbott's Bitters)와 피버 트리 아로마틱 토닉 워터(영어: Fever Tree Aromatic tonic water) 등의 비터스 원료로 쓰인다.